# 重混
重混（英語：Remix），也叫再混音，是一種音樂技術，應用於歌曲的原來版本，經過重新混音，甚至重新編寫歌詞，而形成另一種版本。
混音師會利用電腦與合成器，創作一首歌主要編曲的另一個版本，增加或減除一些音符，或單純改變等化器、強弱、音高、速度、曲調長度，以及其他各方面構成音樂的要素，目的是想令歌曲給人們有一個新鮮的感覺。

## 應用
製作高品質的音MAD作品的過程當中，對於聲源素材與原曲的調和，多用到諸如此類的電腦技術。